# Prasinohaema prehensicauda
Espèce
Synonymes
- Lygosoma prehensicauda Loveridge, 1945

Statut de conservation UICN

 LC  : Préoccupation mineure
Prasinohaema prehensicauda est une espèce de sauriens de la famille des Scincidae.

## Répartition

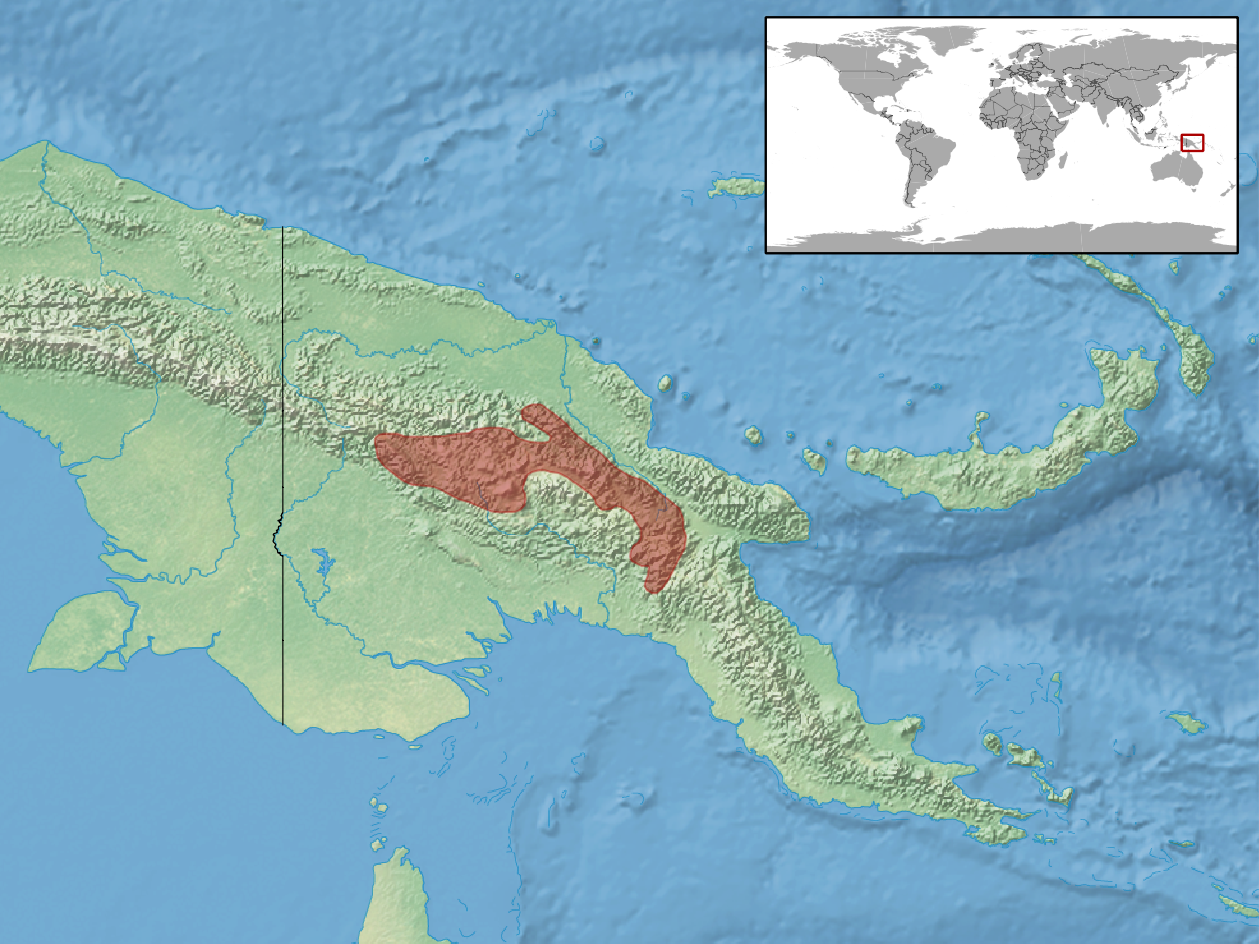
Répartition de l'espèce.

Cette espèce est endémique de Papouasie-Nouvelle-Guinée.

## Publication originale
- Loveridge, 1945 : New scincid lizards of the genera Tropidophorus and Lygosoma from New Guinea. Proceedings of the Biological Society of Washington, vol. 58, p. 47-52 (texte intégral).